# モンスターボール
モンスターボール（英名：Poké Ball）は任天堂から発売されたロールプレイングゲーム、『ポケットモンスター』シリーズに登場する架空のアイテムである。ゲームを元にした関連作品にも登場する。

## 概要

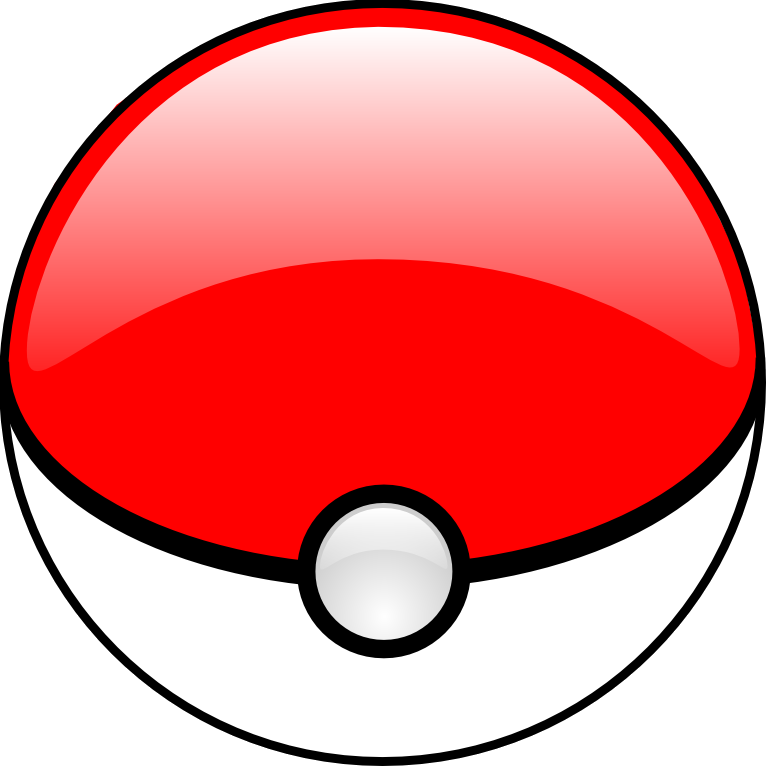
モンスターボール

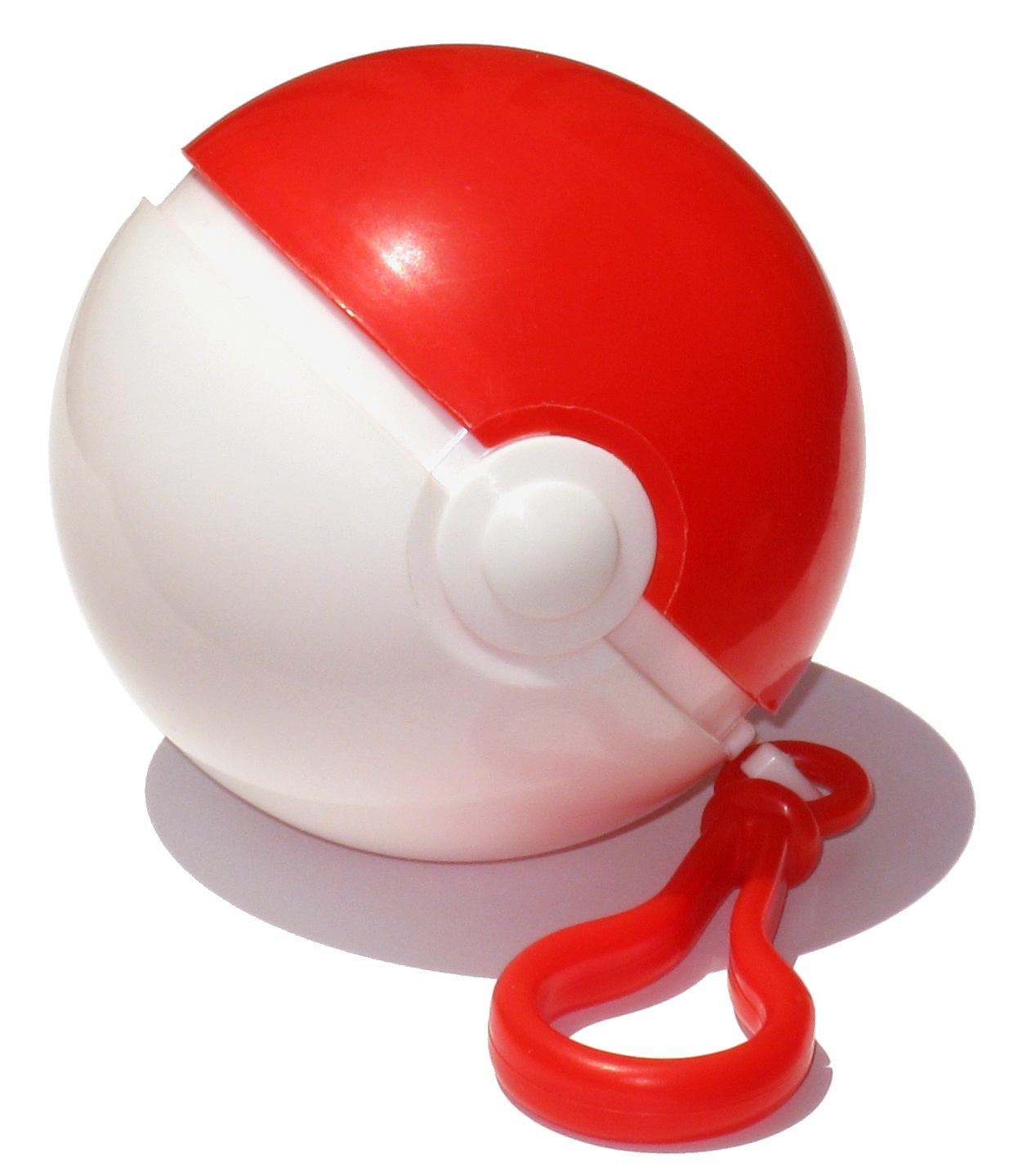
バーガーキングのセットメニューのおまけとして提供された、モンスターボールをモチーフとした玩具

野生のポケットモンスター（以下ポケモン）を捕まえたり、移動の際にポケモンを収納する道具である。なお、初期に手に入る安価なボール「モンスターボール」のみを表す場合と「スーパーボール」「マスターボール」「ゴージャスボール」などその手の道具全般を表す場合がある。「LEGENDS アルセウス」では、ポケモンが入っていない空のボールを「モンスターボール」、ポケモンが入った状態のボールを「ポケモンボール」と呼び分けている。
形状は球体で、狭義のモンスターボールでは球体の上半分が赤色で、下半分が白色である。また境目の部分に丸いボタンが付いている。このデザインは作品世界の中でポケモンに携わる人々のシンボルのように扱われており、ゲームやアニメの中でもこれを元にした意匠がしばしば使われている。特に『大乱闘スマッシュブラザーズ』シリーズで、ポケモンシリーズから参戦しているキャラクター達のシンボルマークになっている。
アニメ版の主人公であるサトシを初め、ポケモンを扱う者（ポケモントレーナー）は通常ボールは腰のベルトにある専用のホルダーに収納している。初期には7体目をゲットしたとき図鑑を介して自動で研究所に転送されるという描写があったが、その後は自分で手持ちが6体以内になるように研究所に送っている。ゲームでは一度に持ち歩けるポケモンは6体までという制限があるが、これはボール収納の限界として表現されている。

## 種類
以下の種類がある。
基本的なモンスターボール
- モンスターボール
- スーパーボール
- ハイパーボール
- マスターボール

特殊な性質を持つモンスターボール
- ヒールボール
- ネットボール
- ネストボール
- クイックボール
- ダークボール
- タイマーボール
- リピートボール
- ダイブボール
- ゴージャスボール

職人が作ったモンスターボール
- スピードボール
- レベルボール
- ルアーボール
- ヘビーボール
- ラブラブボール
- フレンドボール
- ムーンボール

記念品モンスターボール
- プレミアボール
- プレシャスボール

特定の場所で使われるモンスターボール
- サファリボール
- コンペボール
- パークボール
- ドリームボール

## 開発の設定
設定資料集などでポケモン学の祖とされるタマムシ大学のニシノモリ教授が、1925年頃にオコリザルへ投薬実験を行っていたところ、弱らせてしまい教授の老眼鏡ケースの中に入り込んでしまったことから、弱ったポケモンが身体を縮めて狭い場所に入ろうとする習性が発見されたことで、モンスターボールが開発されたとされる。

## ゲーム版での設定
『赤・緑』の舞台であるカントー地方および『金・銀』の主な舞台であるジョウト地方では、ヤマブキシティに本社を構えるシルフカンパニーというポケモン関係のアイテムを扱う会社が、『ルビー・サファイア』の舞台であるホウエン地方では、カナズミシティに本社を構えるデボンコーポレーション（業務内容はシルフカンパニーとほぼ同一）が、『X・Y』の舞台であるカロス地方では、クノエシティにあるボール工場がそれぞれ生産している。シンオウ地方、イッシュ地方、アローラ地方、ガラル地方、パルデア地方での生産会社は不明。量産品以外にもカスタムメイドで作られるモンスターボールも存在する。例えば『金・銀』では、ヒワダタウンにいるガンテツという人物が材料となる「ぼんぐり」という木の実を使って特製のボールを作っている。
主人公は、これらをフレンドリィショップなどで購入する、他人から譲り受ける、落ちているボールを拾う（ポケモンが「とくせい」で拾う事もある）といった手段で手に入れる。
ちなみにオーレ地方とヒスイ地方は特例で、『ポケモンコロシアム』では舞台であるオーレ地方に野生ポケモンが発見されていない為、モンスターボールをフレンドリィショップで購入出来ない。主人公は「町外れのスタンド」と呼ばれる施設でのみ購入できる。同じオーレ地方が舞台である『ポケモンXD』では特定のスポットでのみ野生のポケモンが出現する事が発見され、ボールを販売する店も増えている。『LEGENDS アルセウス』ではポケモンセンターをはじめ現代のポケモン関係のアイテムを扱う会社および施設が存在しないが、代わりに雑貨屋で購入出来る。ただし、いくつかのボールは集めた素材でクラフトをする必要がある。
空のボールを野生のポケモンに向かって投げ、当たるとそのポケモンはボールの中に入るが、体力があると自力で出てきてしまう可能性が高い。その為、バトルでHPを削ったり、状態異常にしたりして、ある程度弱らせてから捕まえるのが良い方法である（ポケットモンスター (ゲーム)#捕獲を参照）。また、ポケモンの種類によっても捕まえられる確率が異なる。たとえば伝説のポケモンなどは通常のポケモンよりも大幅に捕まえづらく設定されている。捕まえ損ねて野生ポケモンが中から飛び出してしまったり、投げるのに失敗して落とすと壊れるのか、そのボールは失われてしまう。ただしアニメなどでは手元に戻ってくるような描写も見られる。ポケモンの身体のどこかに当たればいいらしく、アニメにおいてハルカがゴンベをゲットしようとした際にゴンベがモンスターボールを飲み込んでしまったが、問題なくゲット出来た。ポケモンとそれ以外の存在を見分ける機能があるらしく、『サン・ムーン』のビッケは、ウルトラビーストのような異世界のポケモンに対しては、ポケモンと認識され辛いため捕獲が難しいと述べている。『ソード・シールド』ではダイマックスポケモンを捕まえる、あるいはダイマックス使用時にはダイマックスバンドからボールにガラル粒子を注ぎ、ボール自体も巨大化させる必要がある。ダイマックスポケモンを捕まえる際は基本的にポケモン、ボールの種類に関わらず100％捕まえられるが、期間限定のポケモンは捕獲に失敗する場合もある。
捕獲されたポケモンには、そのトレーナーの名前とIDナンバーが「おや」情報として記録され、以後は通信交換などで人の手に渡ってもその情報が失われる事はない。
すでに他のトレーナーにゲットされているポケモンにモンスターボール（たとえ、ポケモンを確実に捕獲出来るマスターボールであっても）を投げると「人のものを盗ったら泥棒」という事で弾かれてしまう。弾かれたボールは、どんなボールでも失われる（アニメ版を除く。『ダイヤモンド・パール』で初めて失われなくなった）。なお、アニメ版ではすでに誰かが捕獲済みのポケモンがボールで捕獲出来ない（投げつけてぶつかっても機能しない）という描写があり、単にトレーナーが妨害しているだけはなくポケモン自体にも何かしらの処置がかかっているようである。しかし、それを可能にするのが『コロシアム』や『ポケモンXD』で使用される「スナッチマシン」である。詳細は下記のスナッチボールを参照。電波によって捕獲機能を妨げることも可能らしく、『ブラック2・ホワイト2』のゲーチスや『サン・ムーン』のエーテル財団が妨害電波を使用している。
『ルビー・サファイア』以降では、捕獲に使用したボールの種類がポケモンごとに記録される。バトルに出たときの画面効果もボールによって異なるので、プレイヤーによってはボール自体の性能を度外視し、自らのこだわりでボールを選ぶ者も多い。タマゴから生まれたポケモンは、モンスターボールに入っているが、『X・Y』からは♀の親と同じボールに入るようになった。『サン・ムーン』ではランダムに両親のどちらかと同じボールに入っている。
捕まえても、ポケモンを意のままに操れるわけではなく、『プラチナ』のアカギの手記には、伝説のポケモンをボールで捕らえても神話に伝わる真の力を発揮させることはできないと記載されており、『ブラック・ホワイト』では、シャガがポケモンの気持ちまでは縛る事は出来ず、ポケモンが人との関係を望まなければ自ら去る事も出来ると述べている。
『スカーレット・バイオレット』のDLC『ゼロの秘宝』では、スグリが捕獲に使用したマスターボールが（暴走状態だったとはいえ）ボールに入れたはずのテラパゴスに破壊されるシーンがあり、ポケモンの前では人間の作り出した技術のかたまりであるマスターボールすらも絶対的なものではない事が示唆されている。
『ブラック2・ホワイト2』では「ポケモンと人間はモンスターボールで結ばれている」事が主軸の一つになっている。ライバルは作中から5年前にプラズマ団にボールごと誘拐された妹のチョロネコを取り戻す為に旅立ったが、終盤プラズマフリゲートでダークトリニティが1匹のポケモンを繰り出して来て、それが探していた妹のチョロネコだった。しかし、離れていた5年の間にチョロネコはレパルダスに進化し、ライバルの事をすっかり忘れ、その上ライバルを主人の敵だとでも思ったのか、彼を威嚇する有様だった。その際、ダークトリニティは「だが、今は私の言う事しか聞かない……。それがモンスターボールに囚われたポケモンの運命だ! そのレパルダスはボールから解き放たれればお前の元に戻っていたかもな」と言い切っている。その後、ダークトリニティは用済みだと言ってレパルダスを手放したが、レパルダスはライバルを威嚇し続けるのだった。
「ポケモンはモンスターボールに縛られている事」「ボールの持ち主の人間には逆らえない事」などのポケモンやモンスターボールの真実に触れるイベントになっており、この事からモンスターボールには一種の洗脳のような効果がある事が見受けられる。その後ライバルは、ポケモンやボールの真実に打ちのめされながらも、「モンスターボールによる制御だけが、ポケモンと人間の繋がりでは無い事」を信じ、妹にボールに入ったレパルダスを返すのだった。そして殿堂入り後、キュレム捕獲後にライバルの家を訪れると妹のレパルダスがボールから出ていて、妹に頭を撫でられて嬉しそうにしているシーンを見る事が出来る。
同作ではNが「いつかモンスターボールなんか無くても、ポケモンと人間が結び付き、助け合う……。そんな世界にするんだ」と夢を語っている。

## 『ポケットモンスターSPECIAL』での設定
『ポケットモンスターSPECIAL』では、アニメで見られるようなボールが拡大・縮小する機能はなく、常に同じ大きさのままで携帯・使用しているとみられ、ボールの上半分は透けていて中にいるポケモンが外の様子を見たり、外部から中のポケモンの様子を見る事が可能。捕獲の時は当てどころも重要とされており、ポケモンの体の中で生命エネルギーが集中しているツボを正確にとらえた時にボールは真の力を発揮するとされている。
製造方法に至ってはゲームでも登場する「ぼんぐり」といわれる木の実の中身をくりぬき、特殊な装置と「キャプチャーネット」といわれる捕獲網を仕込む事でモンスターボールが完成するという設定がなされている。このキャプチャーネットは虫ポケモンの糸や鳥ポケモンの羽を利用する物が大半を占めているが、中には「伝説のポケモン」の羽を使わなければ製造出来ない物も存在するという（時を捕らえるモンスターボール）。しかしその詳細は、全てのメーカーともに企業秘密とされている。同作中にはモンスターボール管理システムというものがあり、それがダウンすると開閉スイッチを押してもポケモンを出せなくなる。さらにそれを逆手に取りスイッチを壊す事でポケモンの出し入れを封じるという卑怯な戦術を使うトレーナーや野生ポケモンもいる（スイッチが直ると出し入れが可能になる）。

## カードゲームでの設定
ポケモンカードゲームに野生ポケモンや捕獲という概念は存在しないが、主に「ポケモンのカードを探して手札に加える」ような効果を持つトレーナーカードとしてモンスターボール各種が登場する。

## 『大乱闘スマッシュブラザーズ』での設定
『大乱闘スマッシュブラザーズ』シリーズではモンスターボールが投擲・ヘルパーアイテムとして登場する。投げるとランダムでポケモン1種類（『SPECIAL』現在は55種類から1種類）が出現し、投げたキャラクターに代わって相手キャラクターを攻撃する。それに加え、『for Nintendo 3DS / Wii U』以降では低確率で強化版として、伝説のポケモンや幻のポケモンなど、モンスターボールでは出現率が低い珍しいポケモンだけが出現するマスターボールが登場する。
また、ファイターとして登場するポケモンのうち、ピカチュウ、プリン、ピチュー、『for Nintendo 3DS / Wii U』以降のリザードン、ゲッコウガ、ガオガエンは登場演出でモンスターボールから登場する。